# Лорел-Форк
Лорел-Форк (англ. Laurel Fork) — река на востоке штата Западная Виргиния, США. Приток реки Драй-Форк, которая является одной из двух составляющих реки Блэк-Форк. Длина составляет около 61 км; площадь водосборного бассейна — 155 км². Вместе с реками Драй-Форк, Глейди-Форк, Шейверс-Форк и Блэкуотер, она может рассматриваться как одно из пяти верховий реки Чит.
Полностью протекает в границах округа Рандольф. Берёт начало на границе с округом Покахонтас и течёт в северном и северо-восточном направлениях, между горными хребтами Мидл-Маунтинс и Рич-Маунтинс, протекая по территории национального леса Мононгахила. Впадает в реку Драй-Форк на границе с округом Такер, примерно в 6 км к северо-западу от города Харман. Приблизительно 87 % бассейна реки Лорел-Форк занимают леса.